# Eleonora Bergman
Eleonora Bergman (ur. 22 października 1947 w Łodzi) – polska historyczka architektury, w latach 2007–2011 dyrektor Żydowskiego Instytutu Historycznego w Warszawie.

## Życiorys
Urodziła się w rodzinie żydowskiej, jako córka Stefana Bergmana (1904–2000) i Aleksandry z domu Kuczkowskiej (1906–2005). Jej siostrą była Zofia Bergman-Zarębska (1934–2013), biolog, docent w Instytucie Biochemii i Biofizyki PAN.
Ukończyła studia na Wydziale Architektury Politechniki Warszawskiej. Po studiach pracowała w Instytucie Urbanistyki Architektury, a następnie w Pracowniach Konserwacji Zabytków. Współpracowała z Instytutem Sztuki Polskiej Akademii Nauk, prowadząc pomiary zabytków architektury w wielu regionach Polski. Jest autorką i współautorką licznych studiów historyczno-urbanistycznych do planów zagospodarowania miast, głównie na Mazowszu i Śląsku
Od połowy lat 80. zajmuje się zabytkami kultury żydowskiej, ich historią i dokumentacją. W 1997 w Instytucie Historii Sztuki Uniwersytetu Warszawskiego uzyskała stopień doktora nauk humanistycznych w zakresie historii za rozprawę Orient w architekturze synagog na ziemiach polskich w XIX i na początku XX wieku. Była stypendystką Międzynarodowego Centrum Badań nad Ochroną i Konserwacją Dziedzictwa Kulturowego w Rzymie i dwukrotnie Memorial Fundation for Jewish Culture w Nowym Jorku. Od 1991 pracuje w Żydowskim Instytucie Historycznym, którego w latach 2007–2011 była dyrektorem. Współautorka projektu upamiętnienia granic warszawskiego getta.
Od 1 listopada 2009 jest członkiem Rady Ochrony Pamięci Walk i Męczeństwa. Członek Rady Fundacji Auschwitz-Birkenau. Jest także członkiem Komitetu Wspierania Muzeum Historii Żydów Polskich Polin w Warszawie.
25 października 2012 została odznaczona Krzyżem Kawalerskim Orderu Legii Honorowej.

## Publikacje
- „Nie masz bóżnicy powszechnej” Synagogi i domy modlitwy w Warszawie od końca XVIII do początku XXI wieku (Wyd. DiG, 2007)
- Nurt mauretański w architekturze synagog Europy Środkowo-Wschodniej w XIX i na początku XX wieku (Wyd. Neriton, 2004)
- Survey of historic Jewish monuments in Poland: report to the United Stated Commission for the prese, wraz z Janem Jagielskim i Phyllisem Myersem (World Monuments Fund, 1995)
- Zachowane synagogi i domy modlitwy w Polsce: katalog, wraz z Janem Jagielskim (Żydowski Instytut Historyczny, 1996)